# Sybase
Sybase（サイベース）は、かつて存在したソフトウェア会社である。関係データベース管理システム (RDBMS) やデータベースに関連した製品を専門としていた。"Sybase" はまた、同社の代表的RDBMS製品である Adaptive Server Enterprise (ASE) を意味することもある。
2010年5月12日、SAPによる買収合意が発表された。

## 歴史
Sybaseの最初のアーキテクトは Robert Epstein 博士と Tom Haggin である。二人は Briton-Lee とカリフォルニア大学バークレー校 (UC Berkely) のコンピュータサイエンス学部で働いていた。UC Berkelyで開発され、当時、画期的であった "University Ingres" 関係データベース管理システム (RDBMS、関係データベース) は、後に、Briton-Lee、Sybase SQL Server 、Ingres (Computer Associates)、Informix (IBM)、NonStop SQL (タンデム)や、その他の現存するSQLデータベース管理システム (SQL DBMS) に発展していった。
Sybaseはマイクロソフトと提携してソースコードを共有し、マイクロソフトはOS/2プラットフォームで "Sybase SQL Server" を販売した。これにより、SybaseはOracleに次ぐ第2の関係データベースとなった。当時としては、新しい概念であったストアドプロシージャや、楽観的ロックなどを実装し、データベース管理システム (DBMS) にクライアント・サーバの概念を実現した。
その後、他社の技術的なキャッチアップや製品的問題などによりシェアを落としているが依然として重要なデータベース技術を提供している。

## 沿革
- 1984年: Mark Hoffman と Bob Epstein が Berkeley, CA にある. Epsteinの自宅でSybaseを設立
- 1988年: Sybaseはマイクロソフトと提携し、WindowsとOS/2に Sybase SQL Server を移植
- 1991年8月: Sybaseが株式分割調整価格$6.75で株式上場
- 1993年: SybaseがMicrosoftとの提携を解消。 MicrosoftはWindows用のコードをSybaseから購入
- 1994年11月14日: SybaseがPowerSoftを買収
- 1995年: version 11.5から、主力製品名を Sybase SQL Server から現在の名称である Adaptive Server Enterprise (ASE) に変更
- 1996年7月: 収益減少の責任を取って Mark Hoffman がCEOを退任、 PowerSoftのCEOだった Mitchell Kertzman を後任に任命
- 2001年6月20日: Sybaseが New Era of Networks を買収
- 2003年2月28日: Sybaseが AvantGo を買収
- 2005年9月12日: Sybaseが Adaptive Server Enterprise 15.0 をリリース
- 2010年5月12日: SAP社により買収されることで合意。

## 製品
Sybase 製品を以下に列記する。: (完全な製品のリストはSybaseのウェブサイトを参照)
- Afaria
- Avaki EII -  データ分析ツール.
- Avantgo - モバイルインターネットサービスプラットフォーム
- EAServer - エンタープライズアプリケーションサーバ
- e-Biz Impact - 病院業務統合システム
- PowerBuilder - RAD ツール.
- PowerDesigner - データモデリング、アプリケーションデザインツール　(Sybase PowerAMCとしても販売).
- Adaptive Server Enterprise (ASE) - 関係データベース管理システム (RDBMS)
- Unwired Accelerator
- Sybase WorkSpace

## ユーザグループ
International Sybase User Group (ISUG) の傘下に世界各国にSybaseを中心としたユーザグループがあり、ISUGから会議やイベントの支援を受けている。

## 参照
1. ↑  SAPがSybaseを58億ドルで買収 - ITMedia